# Obsevna doza
Obsévna dóza (oznaka X) je merilo za električni naboj, ki se sprosti pri prehodu ionizirajočega sevanja skozi zrak. Določena je kot naboj enega predznaka, ki ga ionizirajoče sevanje sprosti v dani masi zraka. Enota zanjo je tako C/kg.
Obsevna doza je pravzaprav naboj ionskih parov na enoto mase, ki ustreza kermi K v zraku. Iz slednje jo lahko izračunamo tako, da delimo kermo z ionizacijsko energijo Wi in pomnožimo z osnovnim nabojem e0:
{\displaystyle X={\frac {K}{W_{i}}}e_{0}}
Področje fizike, ki se ukvarja z merjenjem doze ionizirajočega sevanja, je dozimetrija.